# Somatina prouti
Somatina prouti là một loài bướm đêm trong họ Geometridae.